# Émile Idée
Pour les articles homonymes, voir Idée.
Émile Idée, né le 19 juillet 1920 à Nouvion-le-Comte (Aisne) et mort le 30 décembre 2024 à Brunoy (Essonne), est un coureur cycliste français.

## Biographie
Professionnel de 1941 à 1952, surnommé le « Roi de Chevreuse », il fut le coéquipier de Paul Giguet, Maurice De Muer ou encore de Camille Danguillaume (son beau-frère) et de Jean de Gribaldy. Pendant la Seconde Guerre mondiale, il obtient de nombreuses victoires et figure parmi les meilleurs cyclistes français. Il a été deux fois champion de France sur route, en 1942 et 1947, et a notamment remporté une étape (Toulouse - Nîmes) du Tour de France 1949 et le Critérium national à cinq reprises (dont une fois en zone occupée). Également très bon rouleur, il se classe deuxième du Grand Prix des Nations en 1946 et 1947, battu à chaque reprise par le champion italien Fausto Coppi. En 1948, tout proche d'un succès sur Paris-Roubaix, il se fait battre au sprint par Rik Van Steenbergen à l'arrivée sur le vélodrome. En 1950, il se classe huitième du championnat du monde à Moorslede, tandis que Louison Bobet termine cinquième. 
Bon puncheur, performant dans les bosses, le journaliste Pierre Chany le comparait à Octave Lapize et Henri Pélissier, en le décrivant en ces termes : « Étonnant de brio et d’efficacité, dominant la situation, il ne fut pas toujours jugé à son exacte valeur ». Son grand gabarit l’empêcha cependant de briller en montagne. Marqué par le décès de son beau-frère Camille Danguillaume à la suite d'une chute en course, il met un terme à sa carrière deux ans plus tard, en 1952.
Doyen des champions de France et le plus ancien vainqueur d'étape du Tour de France encore en vie, Émile Idée meurt le 30 décembre 2024 à l'âge de 104 ans. 

## Famille
Il se marie le 14 août 1944 à Alfortville, avec Renée Henriette Marie Gayet (1925-2020),.
Son arrière petit-fils s'est illustré dans un tout autre sport : le trot attelé. Le driver Nicolas Bazire a été le plus jeune gagnant du Prix d'Amérique[réf. nécessaire].

## Palmarès

### Coureur amateur
- 1938
  - Paris-Chamarande
  - Paris-Dreux
- 1939
  - Paris-Briare
  - Championnat de Paris-Banlieue à Montlhéry
  - Grand Prix de Boulogne
  - Grand Prix de l'Auto
  - Paris-Chamarande
  - 2e de Paris-Lillers
  - 2e de Paris-Sens
- 1940
  - Critérium national
  - Omnium des Routiers au Parc des Princes

### Coureur professionnel
| - 1941 - Américaine d'hiver au Vel'd'Hiv (avec Henri Guiller) - 2e du championnat de France de poursuite - 1942 - Champion de France sur route - Critérium national - Paris-Reims - Grand Prix de Provence - Grand Prix des Nations (zone occupée) - 1943 - Critérium national (zone occupée) - Grand Prix de Provence - Flèche française (contre-la-montre par équipes) - 1944 - Circuit de Paris - Flèche française (contre-la-montre par équipes) - Grand Prix de Seine-et-Marne - 3e du championnat de France sur route - 3e du Grand Prix des Nations - 1945 - 2e du Prix Goullet-Fogler (avec André Blanchet) - 3e du Critérium national - 3e de Paris-Tours - 1946 - 2e du Grand Prix des Nations - 1947 - Champion de France sur route - Challenge Sedis - Critérium national - 2e de Paris-Tours - 2e du Critérium des As - 2e du Grand Prix des Nations | - 1948 - Challenge Sedis - Trophée du Journal d'Alger - 2e du Critérium national - 2e de Paris-Roubaix - 2e du Grand Prix de l'Écho d'Oran - 3e de Paris-Tours - 1949 - Critérium national - 13e étape du Tour de France - 1950 - 3e du championnat de France sur route - 4e du Grand Prix des Nations - 6e de Paris-Tours - 8e du championnat du monde sur route - 1951 - 3e étape du Circuit des Vosges - 2e étape du Circuit des Vins de Gironde - 4ea étape de Paris-Côte d'Azur - 3e du Circuit des Vosges - 3e du Circuit Charentais |  |

## Résultats sur les grands tours

### Tour de France
3 participations
- 1947 : abandon (15e étape)
- 1948 : abandon (7e étape)
- 1949 : abandon (16e étape), vainqueur de la 13e étape

### Tour d'Italie
1 participation 
- 1948 : abandon